# Isthmotricladia laeensis
Isthmotricladia laeensis är en svampart som beskrevs av Matsush. 1971. Isthmotricladia laeensis ingår i släktet Isthmotricladia, divisionen sporsäcksvampar och riket svampar.   Inga underarter finns listade i Catalogue of Life.